# Register/geheugenarchitectuur
In computertechniek is een register/geheugenarchitectuur een instructiesetarchitectuur waarbij de operanden van instructies zich zowel in het geheugen als in registers kunnen bevinden. Wanneer de architectuur toelaat dat alle operanden zich in het geheugen, in registers of in combinaties van beide mogen bevinden, dan spreekt men van een register plus geheugenarchitectuur.
Bij een register/geheugenarchitectuur mag een van de operanden voor bijvoorbeeld de optelbewerking zich in het geheugen bevinden terwijl de andere zich in een register bevindt. Dit verschilt van een load/store-architectuur (die gebruikt wordt bij RISC-ontwerpen zoals MIPS) waarbij beide operanden van de optelbewerking zich in registers moeten bevinden.
De x86-architectuur is een voorbeeld van een register/geheugenarchitectuur. Voorbeelden van register plus geheugenarchitecturen zijn CISC-ontwerpen zoals IBM System/360, PDP-11, VAX en de Motorola 68000-processorfamilie.